# Megazone 23
Megazone 23 (メガゾーン23?, Megazōn 23) è una serie di OAV creata dalla AIC, scritta da Hiroyuki Hoshiyama e diretta da Noboru Ishiguro, Ichiro Itano, Kenichi Yatagai e Shinji Aramaki. La serie si snoda in tre OAV, l'ultimo dei quali è diviso in due parti, ed è stata pubblicata fra il 1985 e il 1989. In Italia l'intera serie è stata importata dalla Yamato Video ed è andata in onda sul canale satellitare Man-ga il 4-5 giugno 2011.
La storia dell'anime si svolge in un futuro postapocalittico, dove Tokyo esiste soltanto in una realtà simulata. La storia segue le vicende di Shogo Yahagi, un giovane motociclista, venuto in possesso di una motocicletta, prototipo del governo in grado di trasformarsi in un mecha.

## Trama

Scena nell'anime.

### Megazone 23
Shogo Yahagi è un giovane fanatico delle motociclette, che per una serie di eventi fortuiti entra in possesso di un prototipo di motocicletta sviluppato dal governo. La motocicletta è in realtà una potentissima arma, in grado di trasformarsi in un sofisticatissimo mecha. Inseguito da agenti governativi senza scrupoli, che hanno intenzione di riprendersi il prototipo ed eliminare lo scomodo testimone, Shogo per riuscire a salvarsi decide di raccontare la propria storia all'interno dello show televisivo della bellissima Eve Tokimatsuri, una cantante pop amata ed idolatrata dal pubblico. Ciò che Shogo non sa è che anche Eve ha i propri segreti da tenere nascosti, e che il governo ha ben più da nascondere che non una "semplice" arma. Con l'unico supporto della fidanzata Yui Takanaka, Shogo infatti viene a conoscenza di una realtà che se rivelata al mondo potrebbe sconvolgere l'esistenza stessa del pianeta. Shogo infatti scopre che l'intero pianeta è controllato da un super computer chiamato Bahamut, che gli umani stanno vivendo su un'astronave (la megazone 23) e non sulla vera Terra, che è stata distrutta. La stessa Eve è in realtà soltanto un programma di Bahamut.

#### Colonna sonora
Sigla di apertura
- Senaka goshi ni Sentimental cantata da Kumi Miyasato

Sigla di chiusura
- Samishikute Nemurenai cantata da Yuka Takeuchi

### Megazone 23 part II
Shogo ha vissuto nei sottosuoli per mesi, nascosto da militari e polizia, unitosi ad una banda di motociclisti chiamata "Trash" insieme a Yui. Tuttavia l'astronave sulla quale vivono è diventata bersaglio di una razza aliena chiamata Dalzag. Eve informa Shogo che la Megazone 23 sta tornando sulla Terra, che però è protetta da A.D.A.M. (Absolute Destruction of Available Mass), un sistema programmato per distruggere chiunque si avvicini al pianeta. Avvicinatisi al pianeta infatti sia i Dalzag che la Megazone vengono disintegrati da A.D.A.M. Soltanto un gruppo di umani, fra cui Shogo, Yui e pochi altri, vengono salvati da Eve, che li mette in salvo all'interno della torre di Bahamut, che in realtà è una capsula di salvataggio che riesce a giungere indenne sul suolo terrestre. Shogo, Yui e gli altri sopravvissuti si ritrovano su una Terra di nuovo fiorente su cui vivere.

#### Colonna sonora
Sigla di chiusura
- Lonely Sunset cantata da Kumi Miyasato

### Megazone 23 part III
Secoli dopo gli eventi di Megazone 23 part II, sulla Terra i sopravvissuti dell'astronave Megazone 23 hanno fondato l'idilliaca città di Eden. Qui vive Eiji Takanaka, un hacker di livello B, assunto dalla EX, l'organizzazione che si occupa del controllo di Eden, di proprietà del misterioso Bishop Won Dai. Durante il suo primo giorno di lavoro, Eiji viola il sistema dell'azienda per ricavare informazioni sul programma conosciuto come Eve. Così facendo Eve si risveglia ed aiuta Eiji a scoprire un progetto chiamato "Project Heaven", attraverso il quale si vuole rispedire gli esseri umani nello spazio per salvare nuovamente la Terra. Sarà nuovamente Eve a salvare l'umanità, sacrificando se stessa definitivamente e distruggendo nel contempo tutte le macchine che controllano la vita umana.

#### Colonna sonora
Sigle di chiusura
- Pandora no Fune cantata da Saki Takaoka
- Higeki no Idol cantata da Saki Takaoka

## Produzione
La serie si doveva inizialmente intitolare Omega Zone 23 (オメガゾーン23?, Omega Zōn Tsū Surī) ed il titolo finale fu scelto poco prima della sua pubblicazione.
Il progetto iniziale inoltre prevedeva che la storia fosse sviluppata in una serie televisiva, ma la produzione fu costretta a "ripiegare" su una serie OAV, quando a metà progetto alcuni degli sponsor si ritirarono. Secondo Noboru Ishiguro, il risultato finale fu un film di assemblaggio degli episodi già pronti. Inoltre non era previsto che dopo la prima parte ne venissero prodotte altre, il che spiegherebbe perché il primo capitolo della saga si intitola Megazone 23 e non Megazone 23 part I, sullo stile dei capitoli successivi.

## Influenza successiva
È stato fatto notare come la storia di Megazone 23 condivida molte similitudini con quella del film Matrix, benché le sorelle Wachowski, registe del film, abbiano dichiarato di non aver mai visto Megazone 23.
I personaggi ed i veicoli di Megazone 23 compaiono nel videogioco Super Robot Wars D per Game Boy Advance.

## Videogioco
Nel 2007 è stato pubblicato il videogioco Megazone 23: Aoi Garland, sviluppato da Compile Heart per PlayStation 3. Il videogioco è uno spin-off della serie.